# Радостное (Херсонская область)
Ра́достное (укр. Радісне; до 2016 года — Коммуна́ровка) — село в Скадовской городской общине Скадовского района Херсонской области Украины. В 2022 году, во время вторжения России на Украину, село было захвачено. На данный момент находится под оккупацией войск РФ.
Население по переписи 2001 года составляло 278 человек. Почтовый индекс — 75742. Телефонный код — 5537. Код КОАТУУ — 6524784005.

## Местный совет
75743, Херсонская обл., Скадовский р-н, пос. Благодатное, ул. Терешковой, 57